# 大兴街道 (哈尔滨市)
大兴街道是中国黑龙江省哈尔滨市道外区下辖的一个街道，是道外区政府驻地。

## 行政区划
下辖以下地区：
北市场社区、大观园社区、航运社区、搪瓷社区和海员社区。